# María Antonia Herrero
María Antonia Herrero (1978) es una licenciada en Ciencias Químicas por Universidad de Castilla-La Mancha (UCLM) que se dedica a la investigación de nanomateriales en la Facultad de Ciencias Químicas de esa universidad.

## Biografía
Comenzó su doctorado en el año 2000, en las microondas y el grupo de Química Sostenible de la UCLM, trabajando en reacciones orgánicas asistidas por microondas. Parte de su tesis la realizó en Uppsala (Suecia). Consiguió el doctorado en el año 2006. 
Su investigación se centra en el estudio de las aplicaciones de los nanomateriales, en concreto los nanotubos, que pueden modificarse para distintos usos y para diversos campos como la medicina (como transportadores de fármacos para el tratamiento de enfermedades tales como el cáncer o el alzheimer).
En noviembre de 2010 fue galardonada, junto a cuatro científicas más (Isabel Lastres Becker, Ana  Briones Alonso, Mercedes Vila y Elena Ramírez Parra ), con el Premio L’oreal – UNESCO “Por las mujeres en la Ciencia”, con una dotación de 15000€ con la que se quiere premiar la labor de investigación que realizan mujeres de menos de 40 años para apoyar el papel  de la mujer en la ciencia, reconocerlo y ayudar a la conciliación de la vida laboral y familiar.
En 2011 recibió el Premio "Ibn Wafid de Toledo" para los investigadores jóvenes de Castilla-La Mancha. En 2012, la Fundación Iberdrola le concede una importante línea de investigación con el tema principal de la integración de los nanomateriales de carbono en las células solares.